# Atletica leggera ai Giochi della XVIII Olimpiade - 200 metri piani femminili
La competizione dei 200 metri piani femminili di atletica leggera ai Giochi della XVIII Olimpiade si è disputata nei giorni 18 e 19 ottobre 1964 allo Stadio Nazionale di Tokyo.

## L'eccellenza mondiale
| Campionessa olimpica 1960 | 24"0      | Wilma Rudolph | Rit. 1962 |
| Primatista mondiale       | 22"9 1960 | Wilma Rudolph | Rit. 1962 |
| Campionessa europea 1962  | 23"5      | Jutta Heine   | Presente  |
| Vincitrice dei Trials USA | 23"4w     | Edith McGuire | Presente  |

## La gara
La campionessa europea (e argento a Roma) Jutta Heine esce anzitempo dalla competizione: in batteria viene squalificata per doppia partenza falsa.
In semifinale la statunitense Edith McGuire corre in 23"3, il miglior tempo, e si candida per la medaglia d'oro.
In finale partono tutte bene; sul filo di lana la McGuire prevale sulla junior polacca Kirszenstein. L'americana stabilisce il nuovo record olimpico.

## Risultati

### Turni eliminatori
| 6 Batterie   | 18 ottobre | 36 partenti   | Si qualificano le prime 2 + i 4 migliori tempi. |
| 2 Semifinali | 18 ottobre | 8 + 8         | Si qualificano le prime 4.                      |
| Finale       | 19 ottobre | 8 concorrenti |                                                 |

### Batterie
| Pos. | Atleta               | Nazione        | Tempo Ufficiale | Tempo Ufficioso |
| ---- | -------------------- | -------------- | --------------- | --------------- |
| 1    | Janet Simpson        | Gran Bretagna  | 24"0            | 24"06           |
| 2    | Eva Lehocká-Glesková | Cecoslovacchia | 24"2            | 24"30           |
| 3    | Joyce Bennett        | Australia      | 24"3            | 24"34           |
| 4    | Michèle Lurot        | Francia        | 24"7            | 24"75           |
| 5    | Erzsébet Bartos      | Ungheria       | 24"9            | 24"90           |
| 6    | Esperanza Girón      | Messico        | 25"3            | n/d             |

| Pos. | Atleta              | Nazione   | Tempo Ufficiale | Tempo Ufficioso |
| ---- | ------------------- | --------- | --------------- | --------------- |
| 1    | Miguelina Cobián    | Cuba      | 23"8            | 23"89           |
| 2    | Barbara Janiszewska | Polonia   | 24"1            | 24"19           |
| 3    | Irene Piotrowski    | Canada    | 24"4            | 24"47           |
| 4    | Inge Aigner         | Austria   | 24"7            | 24"77           |
| 5    | Susana Ritchie      | Argentina | 24"7            | 24"79           |

| Pos. | Atleta           | Nazione          | Tempo Ufficiale | Tempo Ufficioso |
| ---- | ---------------- | ---------------- | --------------- | --------------- |
| 1    | Margaret Burvill | Australia        | 24"2            | 24"22           |
| 2    | Heilwig Jacob    | Germania         | 24"2            | 24"23           |
| 3    | Galina Gayda     | Unione Sovietica | 24"4            | 24"45           |
| 4    | Debbie Thompson  | Stati Uniti      | 24"6            | 24"62           |
| 5    | Irene Muyanga    | Uganda           | 27"6            | n/d             |

| Pos. | Atleta            | Nazione          | Tempo Ufficiale | Tempo Ufficioso |
| ---- | ----------------- | ---------------- | --------------- | --------------- |
| 1    | Ljudmila Ignatëva | Unione Sovietica | 23"8            | 23"86           |
| 2    | Dorothy Hyman     | Gran Bretagna    | 24"0            | 24"02           |
| 3    | Vivian Brown      | Stati Uniti      | 24"1            | 24"17           |
| 4    | Miriam Sidranski  | Israele          | 24"6            | 24"68           |
| 5    | Adlin Mair-Clarke | Giamaica         | 25"0            | n/d             |
| 6    | Kusolwan Sorut    | Thailandia       | 26"1            | n/d             |
| 7    | Marcela Daniel    | Panama           | 26"6            | n/d             |

| Pos. | Atleta        | Nazione       | Tempo Ufficiale | Tempo Ufficioso |
| ---- | ------------- | ------------- | --------------- | --------------- |
| 1    | Edith McGuire | Stati Uniti   | 23"4            | 23"47           |
| 2    | Marilyn Black | Australia     | 23"7            | 23"78           |
| 3    | Una Morris    | Giamaica      | 24"2            | 24"24           |
| 4    | Mona Sulaiman | Filippine     | 25"4            | n/d             |
| 5    | Song Yang-Ja  | Corea del Sud | 26"5            | n/d             |
| -    | Jutta Heine   | Germania      | Squal.          | Squal.          |

| Pos. | Atleta          | Nazione       | Tempo Ufficiale | Tempo Ufficioso |
| ---- | --------------- | ------------- | --------------- | --------------- |
| 1    | Irena Szewińska | Polonia       | 23"8            | 23"82           |
| 2    | Daphne Arden    | Gran Bretagna | 24"2            | 24"21           |
| 3    | Doreen Porter   | Nuova Zelanda | 24"2            | 24"24           |
| 4    | Erika Pollmann  | Germania      | 24"4            | 24"44           |
| 5    | Makiko Izawa    | Giappone      | 25"4            | n/d             |
| 6    | Delceita Oakley | Panama        | 26"2            | n/d             |
| 7    | Yeh Chu-Mei     | Taiwan        | 27"1            | n/d             |

### Semifinali
| Pos. | Atleta               | Nazione        | Tempo Ufficiale | Tempo Ufficioso |
| ---- | -------------------- | -------------- | --------------- | --------------- |
| 1    | Edith McGuire        | Stati Uniti    | 23"3            | 23"37           |
| 2    | Irena Szewińska      | Polonia        | 23"6            | 23"62           |
| 3    | Janet Simpson        | Gran Bretagna  | 23"7            | 23"75           |
| 4    | Daphne Arden         | Gran Bretagna  | 24"0            | 24"01           |
| 5    | Margaret Burvill     | Australia      | 24"3            | n/d             |
| 6    | Eva Lehocká-Glesková | Cecoslovacchia | 24"5            | n/d             |
| 7    | Joyce Bennett        | Australia      | 24"7            | n/d             |
| -    | Miguelina Cobián     | Cuba           | Squal.          | [23"82]         |

| Pos. | Atleta              | Nazione          | Tempo Ufficiale | Tempo Ufficioso |
| ---- | ------------------- | ---------------- | --------------- | --------------- |
| 1    | Marilyn Black       | Australia        | 23"4            | 23"42           |
| 2    | Ljudmila Ignatëva   | Unione Sovietica | 23"7            | 23"74           |
| 3    | Una Morris          | Giamaica         | 23"7            | 23"77           |
| 4    | Barbara Janiszewska | Polonia          | 23"7            | 23"78           |
| 5    | Dorothy Hyman       | Gran Bretagna    | 23"9            | 23"93           |
| 6    | Doreen Porter       | Nuova Zelanda    | 24"0            | 24"03           |
| 7    | Heilwig Jacob       | Germania         | 24"1            | 24"10           |
| 8    | Vivian Brown        | Stati Uniti      | 24"3            | 24"39           |

### Finale
| Pos.    | Corsia | Atleta              | Età | Nazione          | Tempo Ufficiale | Tempo Ufficioso |
| ------- | ------ | ------------------- | --- | ---------------- | --------------- | --------------- |
| Oro     | 2      | Edith McGuire       | 20  | Stati Uniti      | 23"0            | 23"05           |
| Argento | 4      | Irena Szewińska     | 18  | Polonia          | 23"1            | 23"13           |
| Bronzo  | 8      | Marilyn Black       | 20  | Australia        | 23"1            | 23"18           |
| 4       | 1      | Una Morris          | 17  | Giamaica         | 23"5            | 23"58           |
| 5       | 6      | Ljudmila Ignatëva   | 24  | Unione Sovietica | 23"5            | 23"59           |
| 6       | 3      | Barbara Janiszewska | 27  | Polonia          | 23"9            | 23"97           |
| 7       | 5      | Janet Simpson       | 20  | Gran Bretagna    | 23"9            | 23"98           |
| 8       | 7      | Daphne Arden        | 22  | Gran Bretagna    | 24"0            | 24"01           |